# Горная станция
Горная станция — перевод английского термина Hill Station.
Обычно обозначает поселение в горах на Индийском субконтиненте.
Термин использовался британскими колонизаторами в Азии (реже в Африке) для обозначения поселения, используемого ими в качестве убежища от летней жары.
Горные станции есть в Индии, Пакистане, Малайзии, Мьянме.
В Индии большинство горных станций расположены на высоте от 1000 до 2500 метров над уровнем моря.
Как правило, они были основаны Британской Армией, лишь некоторые были созданы индийскими правителями в качестве места отдыха или столицы.
В Британской Индии некоторые горные станции служили «летними» столицами индийских провинций. Шимла была «летней» столицей Британской Индии. После обретения Индией независимости политическое значение горных станций упало, но многие горные станции остались популярными летними курортами.